# Dallas Cup de 2018
A Dallas Cup de 2018, também conhecida como Dr Pepper Dallas Cup de 2018 (por motivos de patrocínios), foi a trigésima-nona edição deste torneio disputado em Dallas, Texas.
Nesta edição, nove torneios foram realizados, abrangendo as categorias sub-13, sub-14, sub-15, sub-16, sub-17, sub-18 e sub-19. Na competição Super Group, o Tigres UANL conquistou seu terceiro título ao vencer o Arsenal na decisão.

## Super Group

### Grupo A
Resultados

### Grupo B
Resultados

### Grupo C
Resultados

### Índice técnico
| Pos. | Clube       | Pts | J | V | E | D | GP | GC | SG |
| ---- | ----------- | --- | - | - | - | - | -- | -- | -- |
| 1    | Tigres UANL | 7   | 3 | 2 | 1 | 0 | 9  | 3  | +7 |
| 2    | Querétaro   | 5   | 3 | 1 | 2 | 0 | 2  | 1  | +1 |
| 3    | Vitória     | 4   | 3 | 1 | 1 | 1 | 8  | 3  | +5 |

## Fase final
|  | Semifinais        | Semifinais  |   |  | Final      | Final |  |
|  |                   |             |   |  |            |       |  |
|  | 30 de março       |             |   |  |            |       |  |
|  | Manchester United | 2 (2)       |   |  |            |       |  |
|  | Arsenal (pen)     | 2 (3)       |   |  |            |       |  |
|  |                   |             |   |  |            |       |  |
|  |                   |             |   |  | 1 de abril |       |  |
|  |                   |             |   |  | Arsenal    | 0     |  |
|  |                   | Tigres UANL | 1 |  |            |       |  |
|  |                   |             |   |  |            |       |  |
|  |                   |             |   |  |            |       |  |
|  |                   |             |   |  |            |       |  |
|  | 30 de março       |             |   |  |            |       |  |
|  | Monterrey         | 1           |   |  |            |       |  |
|  | Tigres UANL       | 4           |   |  |            |       |  |

## Premiação
| Dallas Cup de 2018               |
| México                           |
| -------------------------------- |
| Tigres UANL Campeão (3.º título) |

## Outras categorias
| Torneio                     | Campeão                    | Placar | Vice                     | Ref.  |
| --------------------------- | -------------------------- | ------ | ------------------------ | ----- |
| Sub-19                      | FC Golden State White      | 2–1    | Cedar Stars Newark Green | [ 2 ] |
| Sub-18                      | Santa Clara Sporting Green | 3–0    | Orange County SC         | [ 3 ] |
| Sub-17                      | Maebashi Ikuei             | 4–0    | Necaxa                   | [ 4 ] |
| Sub-16                      | Querétaro                  | 2–1    | Solar Stricker           | [ 5 ] |
| Sub-15                      | Chicago Fire               | 2–0    | Albion SC Pros           | [ 6 ] |
| Univision Deportes Super 14 | Tigres UANL                | 2–1    | Real Oviedo              | [ 7 ] |
| Sub-14                      | Angeles Soccer Elite       | 4–3    | Lonestar SC              | [ 7 ] |
| Sub-13                      | Dallas                     | 5–0    | Rayados McAllen          | [ 8 ] |